# Liste der größten Städte in Schleswig-Holstein
Die Liste der größten Städte in Schleswig-Holstein enthält die größten Städte und Gemeinden im deutschen Land Schleswig-Holstein
zum 31. Dezember 2023.
| Rang | Stadt/Gemeinde       | Wappen | Übergeordnete Verwaltungseinheit | Kfz-Kennzeichen | Einwohnerzahl | Fläche (km²) | Bevölkerungsdichte | Bild |
| ---- | -------------------- | ------ | -------------------------------- | --------------- | ------------- | ------------ | ------------------ | ---- |
| 1    | Kiel                 |        | Schleswig-Holstein               | KI              | 251.751       | 119          | 2116 Einw. pro km² |      |
| 2    | Lübeck               |        | Schleswig-Holstein               | HL              | 217.061       | 214          | 1014 Einw. pro km² |      |
| 3    | Flensburg            |        | Schleswig-Holstein               | FL              | 96.431        | 57           | 1692 Einw. pro km² |      |
| 4    | Norderstedt          |        | Kreis Segeberg                   | SE              | 81.834        | 58           | 1411 Einw. pro km² |      |
| 5    | Neumünster           |        | Schleswig-Holstein               | NMS             | 79.461        | 72           | 1104 Einw. pro km² |      |
| 6    | Elmshorn             |        | Kreis Pinneberg                  | PI              | 51.486        | 21           | 2452 Einw. pro km² |      |
| 7    | Pinneberg            |        | Kreis Pinneberg                  | PI              | 44.662        | 22           | 2030 Einw. pro km² |      |
| 8    | Wedel                |        | Kreis Pinneberg                  | PI              | 34.716        | 34           | 1021 Einw. pro km² |      |
| 9    | Ahrensburg           |        | Kreis Stormarn                   | OD              | 34.279        | 35           | 979 Einw. pro km²  |      |
| 10   | Geesthacht           |        | Kreis Herzogtum Lauenburg        | RZ              | 33.112        | 33           | 1003 Einw. pro km² |      |
| 11   | Itzehoe              |        | Kreis Steinburg                  | IZ              | 32.411        | 29           | 1118 Einw. pro km² |      |
| 12   | Rendsburg            |        | Kreis Rendsburg-Eckernförde      | RD ECK          | 30.723        | 24           | 1280 Einw. pro km² |      |
| 13   | Reinbek              |        | Kreis Stormarn                   | OD              | 28.167        | 31           | 909 Einw. pro km²  |      |
| 14   | Henstedt-Ulzburg     |        | Kreis Segeberg                   | SE              | 28.142        | 39           | 722 Einw. pro km²  |      |
| 15   | Schleswig            |        | Kreis Schleswig-Flensburg        | SL              | 25.236        | 24           | 1052 Einw. pro km² |      |
| 16   | Bad Oldesloe         |        | Kreis Stormarn                   | OD              | 24.965        | 53           | 471 Einw. pro km²  |      |
| 17   | Husum                |        | Kreis Nordfriesland              | NF              | 23.960        | 26           | 922 Einw. pro km²  |      |
| 18   | Kaltenkirchen        |        | Kreis Segeberg                   | SE              | 23.183        | 23           | 1008 Einw. pro km² |      |
| 19   | Quickborn            |        | Kreis Pinneberg                  | PI              | 22.526        | 43           | 524 Einw. pro km²  |      |
| 20   | Heide                |        | Kreis Dithmarschen               | HEI MED         | 22.004        | 32           | 688 Einw. pro km²  |      |
| 21   | Eckernförde          |        | Kreis Rendsburg-Eckernförde      | RD ECK          | 21.561        | 22           | 980 Einw. pro km²  |      |
| 22   | Bad Schwartau        |        | Kreis Ostholstein                | OH              | 19.953        | 18           | 1109 Einw. pro km² |      |
| 23   | Schenefeld           |        | Kreis Pinneberg                  | PI              | 19.728        | 10           | 1973 Einw. pro km² |      |
| 24   | Mölln                |        | Kreis Herzogtum Lauenburg        | RZ              | 19.592        | 25           | 784 Einw. pro km²  |      |
| 25   | Uetersen             |        | Kreis Pinneberg                  | PI              | 18.574        | 11           | 1689 Einw. pro km² |      |
| 26   | Glinde               |        | Kreis Stormarn                   | OD              | 18.448        | 11           | 1677 Einw. pro km² |      |
| 27   | Bad Segeberg         |        | Kreis Segeberg                   | SE              | 19.017        | 19           | 1001 Einw. pro km² |      |
| 28   | Halstenbek           |        | Kreis Pinneberg                  | PI              | 18.018        | 13           | 1386 Einw. pro km² |      |
| 29   | Schwarzenbek         |        | Kreis Herzogtum Lauenburg        | RZ              | 17.063        | 12           | 1422 Einw. pro km² |      |
| 30   | Stockelsdorf         |        | Kreis Ostholstein                | OH              | 16.338        | 57           | 287 Einw. pro km²  |      |
| 31   | Eutin                |        | Kreis Ostholstein                | OH              | 17.256        | 41           | 421 Einw. pro km²  |      |
| 32   | Bargteheide          |        | Kreis Stormarn                   | OD              | 16.314        | 16           | 1020 Einw. pro km² |      |
| 33   | Preetz               |        | Kreis Plön                       | PLÖ             | 16.510        | 14           | 1179 Einw. pro km² |      |
| 34   | Neustadt in Holstein |        | Kreis Ostholstein                | OH              | 15.622        | 20           | 781 Einw. pro km²  |      |
| 35   | Bad Bramstedt        |        | Kreis Segeberg                   | SE              | 15.431        | 24           | 643 Einw. pro km²  |      |
| 36   | Ratekau              |        | Kreis Ostholstein                | OH              | 15.404        | 60           | 257 Einw. pro km²  |      |